# Pleasant Hill (Ohio)
Pleasant Hill és una població dels Estats Units a l'estat d'Ohio. Segons el cens del 2000 tenia 1.134 habitants.

## Demografia
Segons el cens del 2000, Pleasant Hill tenia 1.134 habitants, 423 habitatges, i 326 famílies. La densitat de població era de 931,6 habitants per km².
Dels 423 habitatges en un 39,2% hi vivien nens de menys de 18 anys, en un 68,3% hi vivien parelles casades, en un 7,6% dones solteres, i en un 22,7% no eren unitats familiars. En el 19,6% dels habitatges hi vivien persones soles el 10,2% de les quals corresponia a persones de 65 anys o més que vivien soles. El nombre mitjà de persones vivint en cada habitatge era de 2,68 i el nombre mitjà de persones que vivien en cada família era de 3,1.
Per edats la població es repartia de la següent manera: un 29,9% tenia menys de 18 anys, un 5,6% entre 18 i 24, un 29,9% entre 25 i 44, un 21,6% de 45 a 60 i un 13,1% 65 anys o més.
L'edat mediana era de 35 anys. Per cada 100 dones de 18 o més anys hi havia 87,5 homes.
La renda mediana per habitatge era de 45.703 $ i la renda mediana per família de 50.260 $. Els homes tenien una renda mediana de 38.036 $ mentre que les dones 23.750 $. La renda per capita de la població era de 18.477 $. Aproximadament el 2,1% de les famílies i el 2,6% de la població estaven per davall del llindar de pobresa.

## Poblacions properes
El següent diagrama mostra les poblacions més properes.